# Platystoma chrysotoxum
Platystoma chrysotoxum är en tvåvingeart som beskrevs av Friedrich Georg Hendel 1913. Platystoma chrysotoxum ingår i släktet Platystoma och familjen bredmunsflugor. Inga underarter finns listade i Catalogue of Life.